# Wenceslao Ramírez de Villaurrutia
Wenceslao Ramírez de Villaurrutia (l'Havana, 17 de febrer de 1850 – Madrid, 1933) va ser un diplomàtic, historiador i polític espanyol, i ministre d'Estat durant el regnat d'Alfons XIII.
Senador vitalici el 1905, va ocupar la cartera de ministre d'Estat entre el 27 de gener i el 23 de juny de 1905 en un gabinet presidit per Raimundo Fernández Villaverde.
Com a diplomàtic va ser ministre plenipotenciari a Constantinoble, Atenes i Brussel·les, i ambaixador a Viena (1902-1905), Londres, Roma i París. També fou membre de la Reial Acadèmia de la Història des de 1913 i de la Reial Acadèmia Espanyola des de 1916. El 1906 va rebre el títol de marquès de Villaurrutia.

## Obres[4]
- La conferencia de Algeciras (1906)
- Relaciones de España e Inglaterra durante la Guerra de la Independencia
- Apuntes para la historia diplomática de España (1911, 1914)
- Las mujeres de Fernando VII (1916)
- La reina María Luisa, esposa de Carlos IV (1927)
- Palique diplomático (1928)
- Madame de Staël (1930)
- Fernán-Núñez, el embajador (1931)
- Fernando VII, rey constitucional, y Fernando VII, rey absoluto (1931)
- Lucrecia Borja, la reina gobernadora